# Ben Gurionova univerzita v Negevu
Ben Gurionova univerzita v Negevu (hebrejsky: אוניברסיטת בן-גוריון בנגב) je izraelská univerzita založená roku 1969 ve městě Beerševa v Izraeli. Univerzita má podporovat rozvoj negevského regionu. Tato myšlenka je inspirována vizí prvního izraelského premiéra Davida Ben Guriona, který věřil, že budoucnost země je v relativně neobydleném jihu. Původně se jmenovala Negevská univerzita a po Ben Gurionově smrti v roce 1973 byla přejmenována na Ben Gurionovu univerzitu. Univerzita má dva malé kampusy. První se jmenuje Midrešet Ben Gurion a leží poblíž kibucu Sde Boker, kde Ben Gurion strávil svůj důchod a druhý je v Ejlatu. Univerzita je domovem Jacob Blaunsteinova institutu pro výzkum pouště, který uděluje tituly magistr (Mgr.) a doktor (Ph.D.). Se současným počtem 17 400 studentů je Ben Gurionova univerzitě jednou z nejrychleji rostoucích izraelských univerzit vůbec.

## Fakulty

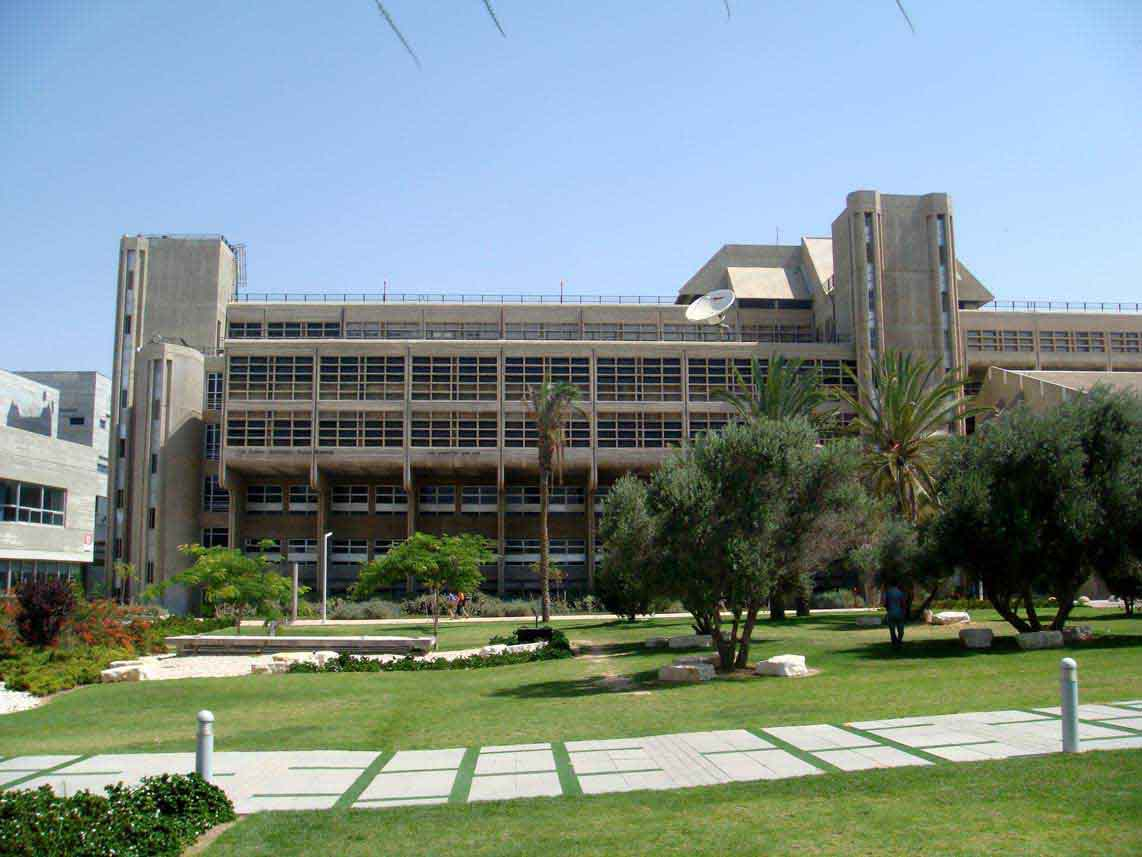
Zuker-Goldstein-Gorenova budova

Ben Gurionova univerzita v Negevu má následující fakulty:
- Humanitní a společenské vědy
- Přírodní vědy
- Strojírenské vědy
- Zdravotní vědy
- Management
- Výzkum pouště

## Slavní absolventi

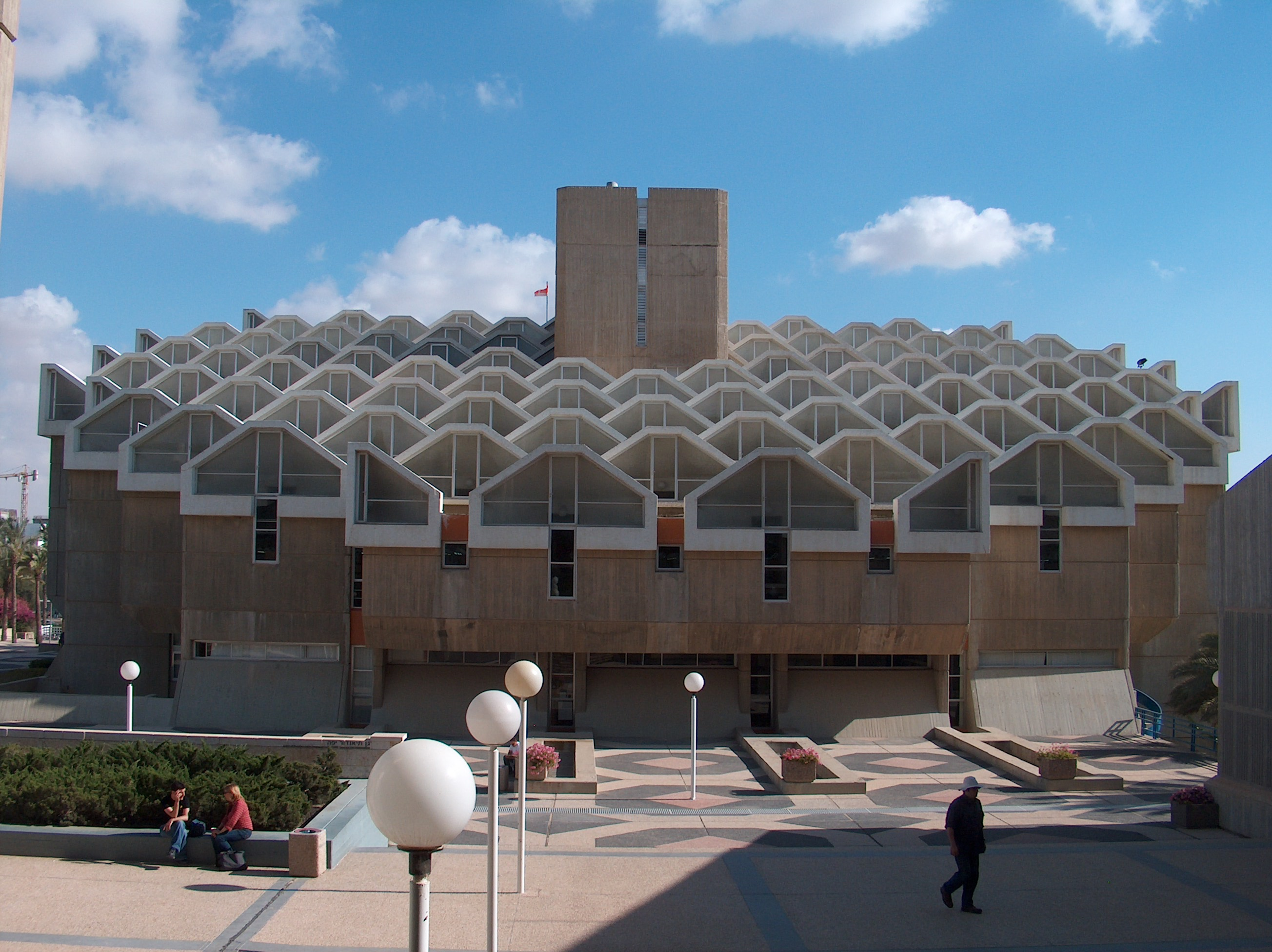
Knihovna Zalmana Arana

- Amira Dotan (behaviorální vědy, psychologie), bývalá poslankyně Knesetu
- Gonen Segev (lékařství), bývalý lékař a vládní ministr
- Silvan Šalom (economie, účetnictví), bývalý izraelský ministr financí a zahraničních věcí
- Eliezer Škedi (matematika, počítačové vědy), bývalý velitel Izraelského vojenského letectva
- Ja'akov Turner (behaviorální vědy), bývalý starosta města Beerševa
- Mordechaj Vanunu (geografie, filosofie), bývalý jaderný technik a odsouzený špion
- Šely Jachimovič (behaviorální vědy), bývalá novinářka a současná poslankyně Knesetu
- Agi Mišol (literatura), básník
- Jicchak Berzin (chemické inženýrství), vynálezce